# Canal de la Vila Vella
El Canal de la Vila Vella és una obra d'Olot (Garrotxa) protegida com a Bé Cultural d'Interès Local.

## Descripció
En aquest lloc es conserva el rec dels molins que abastia les indústries de la zona, que neix en el bagant de Santa Magdalena. S'ha conservat la sínia hidràulica que havia servit per fer electricitat. També és remarcable l'edifici amb nou voltes i columnes sustentants semblant a una llotja edifici probablement vinculat a la indústria dels tints o teixits.